# Symphoricarpus albus
Symphoricarpus albus é uma espécie de planta com flor pertencente à família Caprifoliaceae. 
A autoridade científica da espécie é (L.) S.F.Blake, tendo sido publicada em Rhodora 16: 118 (1914).

## Portugal
Trata-se de uma espécie presente no território português, nomeadamente em Portugal Continental.
Em termos de naturalidade é introduzida na região atrás indicada.

## Protecção
Não se encontra protegida por legislação portuguesa ou da Comunidade Europeia.